# Amara La Negra
Diana Danelys De Los Santos, conosciuta principalmente con lo pseudonimo di Amara La Negra (Miami, 4 ottobre 1990), è una cantante, attrice, personaggio televisivo, ballerina e attivista statunitense.Di discendenze africane e dominicane, ha pubblicato singoli per molti anni ma è riuscita a raggiungere la fama soltanto dopo la partecipazione al reality show di VH1 Love & Hip Hop: Miami. A poche ore dal debutto televisivo, Amara ha immediatamente ottenuto un contratto discografico con la BMG.

## Biografia
Nata a Miami da una madre single immigrata dalla Repubblica Dominicana prima della sua nascita, Diana dà il via alla sua carriera musicale già a 4 anni, quando entra a far parte del cast fisso del programma televisivo Sábado Gigante, in cui si esibisce regolarmente. Amara è la prima persona di colore ad entrare a far parte del programma a 50 anni dalla sua creazione. Dopo aver trascorso 6 anni nel programma televisivo, Amara inizia a lavorare come ballerina per alcuni artisti latini affermati Celia Cruz e Tito Puente.
Durante l'adolescenza, Diana entra a far parte di una girlband chiamata Amara, che tuttavia si scioglie dopo poco tempo. In seguito a quest'esperienza, tuttavia, l'artista decide di mantenere lo pseudonimo di Amara La Negra: "Negra" in lingua spagnola è l'aggettivo comunemente utilizzato per definire le persone di colore, e spesso le persone erano solite utilizzarlo per chiedere che fosse "la nera delle Amara", quindi "Amara La Negra". Da ciò deriva il nome d'arte dell'artista.
Dal 2012 Amara inizia a pubblicare singoli da solista: nel 2013 ottiene una hit in Sudamerica con il brano Ayy, tuttavia non riesce ad imporsi nel lungo termine in tale mercato a causa di discriminazioni relative al colore della sua pelle, e viene perfino parodiata attraverso l'utilizzo della blackface in uno show televisivo. Dopo quest'esperienza negativa, Amara entra a far parte del cast del programma televisivo Love & Hip-Hop Miami: nel suo percorso televisivo Amara parla di discriminazioni relative al colore della pelle e dell'eurocentrismo della comunità latina, e questo le permette di ottenere una notevole attenzione mediatica. Durante la sua prima edizione del programma, Amara ha un litigio con il produttore latino Young Hollywood, il quale aveva criticato il fatto che una persona "afro" volesse essere considerata come un'artista latina.
In seguito al grande successo ottenuto a livello televisivo ed a svariati altri singoli pubblicati, Amara ottiene un contratto discografico con la BMG del valore di più album e pubblica i singoli Insecure e What A Bam Bam. Quest'ultima riesce ad entrare in top 10 della classifica di Billboard Latin Pop Digital Song Sales. Amara La Negra pubblica il suo album di debutto Unbreakable nel 2019, per poi promuoverlo attraverso varie performance in awards show latini e co-conducendo i BET Live Experience 2019. Sempre nel 2019 debutta anche come attrice nel film televisivo di BET Fall Girls, per poi apparire anche nel film in lingua spagnola Bendecidas.. Segue la pubblicazione di vari altri singoli tra 2019 e 2020.
Nel 2020 Amara La Negra conduce una web series insieme a sua madre intitolata Grind Pretty, My Mom is the Bomb. Nella serie Amara porta avanti idee femministe, spronando le donne a mettere in campo le loro idee e ad aiutarsi l'un l'altra. Nei mesi successivi, l'artista porta avanti ad una campagna di sensibilizzazione per l'empowerment femminile insieme alla tennista Serena Williams. Nell'ottobre 2020 assume il ruolo di backstage correspondant nel talent show Tu cara me suena.

## Vita Privata
Nel 2019 Amara La Negra ha annunciato di essersi fidanzata con il cantante latino EmJay.

## Discografia

### Album
- 2019 - Unbreakable

### Singoli
- 2012 - Quítate La Ropa
- 2013 - Brinca La Tablita
- 2013 - Poron Pom Pom
- 2013 - Whine
- 2013 - Ayy
- 2014 - Pum Pum
- 2016 - Lo Que Quiero Es Bebe
- 2016 - Se Que Soy
- 2017 - Pa Tu Cama Ni Loca
- 2018 - Dutty Wine
- 2018 - Understanding
- 2018 - Don't Do It
- 2018 - Learn From Me
- 2018 - Understanding
- 2018 - Don't Do It
- 2018 - Learn From Me
- 2018 - No Me Digas Que No
- 2018 - What A Bam Bam
- 2018 - Insecure
- 2018 - Celebra
- 2019 - Otro Amor
- 2019 - There's No Way
- 2020 - Ándale

## Programmi televisivi
- Sábado Gigante (2004-2010) - Ballerina
- Love & Hip Hop: Miami (2018-presente) - Partecipante
- Mira quién baila (2019) - Concorrente, seconda classificata
- Tu cara me suena (2020) - Backstage correspondant